# Vessalico
Vessalico (en ligur Vesarco) és un comune italià, situat a la regió de la Ligúria i a la província d'Imperia. El 2015 tenia 282 habitants.

## Geografia
Té una superfície de 10,46 km² i les frazioni de Lenzari, Perinetti i Siglioli. Limita amb Borghetto d'Arroscia, Casanova Lerrone, Cesio i Pieve di Teco.

## Evolució demogràfica
| Gràfica d'evolució de Vessalico entre 1861 i 2011 |
|                                                   |
| Font: ISTAT                                       |